# Future Brown
Future Brown ist ein Zusammenschluss von vier Künstlern und Produzenten.

## Stil
Die Stilrichtung der Musik von Future Brown wird von Musikmedien wie DummyMag, Pitchfork Media und Stereogum als Fusion mit folgenden Einflüssen beschrieben: Ballroom House, Dancehall, EDM, Footwork, Grime, Miami Bass, Rap, R&B und Reggaeton.

## Geschichte
Gegründet wurde Future Brown 2013 durch eine Kollaboration von vier Produzenten: Asma Maroof, eine Violinistin, ursprünglich aus Maryland, begann mit Daniel Pineda in Chicago zusammenzuarbeiten. Als beide nach Los Angeles gingen, veröffentlichten sie unter dem Namen Nguzunguzu und arbeiteten als DJs für M. I. A. Jamie Imanian-Friedman, auch unter dem Namen J-Cush bekannt, betreibt in New York das Club-Music-Label Lit City Trax. Die Produzentin und Musikerin Fatima Al Qadiri wurde im Senegal geboren und ist in Kuwait aufgewachsen.
Auf ihrem selbstbetitelten Debütalbum wirken verschiedene Sänger mit, unter anderem Tink, Shawnna, DJ Victoriouz, Sicko Mobb, Timberlee, Maluca, Kelela, Ian Isiah, Riko Dan, Johnny May Cash, King Rell, 3D Na’Tee, Tim Vocals, Roachee, Prince Rapid und Dirty Danger.
Das Video zu Future Browns Vernáculo hatte seine Premiere im Pérez Art Museum Miami, das Video zu Room 302 in der Londoner Royal Academy of Arts.

## Diskografie
Alben
- 2015: Future Brown (Warp Records)

Singles
- 2014: Wana Party / World’s Mine (Warp Records)